# Sección 23
Sección 23 är en ort i Mexiko.   Den ligger i kommunen Teziutlán och delstaten Puebla, i den sydöstra delen av landet, 190 km öster om huvudstaden Mexico City. Sección 23 ligger 2 232 meter över havet och antalet invånare är 1 258.
Terrängen runt Sección 23 är bergig. Runt Sección 23 är det ganska tätbefolkat, med 179 invånare per kvadratkilometer. Närmaste större samhälle är Teziutlan, 3,8 km nordost om Sección 23. I omgivningarna runt Sección 23 växer huvudsakligen savannskog.